# Футболіст року (Данія)
Футболіст року у Данії (дан. Årets Fodboldspiller i Danmark) — щорічна нагорода, яку кращому футболісту Данії  присуджує Данський футбольний союз з 1963 року. Вибір футболіста відбувається шляхом опитування данських професійних гравців. До 1978 року приз присуджували лише данцям із внутрішнього чемпіонату. Першим гравцем, який виступає за кордоном, став Мортен Ольсен.
Найбільше призів у Крістіана Еріксена — 5. Найбільше вигравали гравці клубу Брондбю – 8 разів.

## Переможці
За версією Футбольної спілки Данії
- 1961 Гаральд Нільсен, Фредеріксгавн/Болонья
- 1962 Не присуджувалась
- 1963 Єнс Петерсен, Есб'єрг
- 1964 Оле Мадсен, Геллеруп
- 1965 Кай Поульсен, Вайле
- 1966 Лейф Нільсен, Фрем
- 1967 Йонні Гансен, Вайле
- 1968 Геннінг Мунк Єнсен, Ольборг
- 1969 Аллан Мікаельсен, Б-1903
- 1970 Ян Ларсен, Академіск Болдклуб
- 1971 Біргер Педерсен, Відовре
- 1972 Пер Рентвед, Бреншей
- 1973 Ганс Обек, Відовре
- 1974 Нільс-Крістіан Гольстрем, КБ
- 1975 Геннінг Мунк Єнсен (2), Ольборг
- 1976 Флеммінг Альберг, Фрем
- 1977 Аллан Гансен, Оденсе
- 1978 Оле К'єр, Есб'єрг
- 1979 Єнс Єрн Бертельсен, Есб'єрг
- 1980 Ларс Баструп, Орхус
- 1981 Аллан Гансен (2), Оденсе
- 1982 Мікаель Лаудруп, Брондбю
- 1983 Мортен Ольсен, Андерлехт
- 1984 Пребен Ельк'єр-Ларсен, Верона
- 1985 Мікаель Лаудруп (2), Ювентус
- 1986 Мортен Ольсен (2), Кельн
- 1987 Йон Єнсен, Брондбю
- 1988 Ларс Ольсен, Брондбю
- 1989 Браян Лаудруп, Брондбю/Байєр Юрдінген
- 1990 Петер Шмейхель, Брондбю
- 1991 Кім Вільфорт, Брондбю
- 1992 Браян Лаудруп (2), Баварія/ Фіорентина
- 1993 Петер Шмейхель (2), Манчестер Юнайтед
- 1994 Томас Гельвег, Удінезе
- 1995 Браян Лаудруп (3), Рейнджерс
- 1996 Аллан Нільсен, Брондбю/ Тоттенхем Хотспур
- 1997 Браян Лаудруп (4), Рейнджерс
- 1998 Еббе Санд, Брондбю
- 1999 Петер Шмейхель (3), Манчестер Юнайтед
- 2000 Рене Генріксен, Панатінаїкос
- 2001 Еббе Санд (2), Шальке 04
- 2002 Йон-Даль Томассон, Феєноорд/ Мілан
- 2003 Мортен Віггорст, Брондбю
- 2004 Йон-Даль Томассон (2), Мілан
- 2005 Крістіан Поульсен, Шальке 04
- 2006 Крістіан Поульсен (2), Шальке 04/Севілья
- 2007 Данієль Аггер, Ліверпуль
- 2008 Мартін Лаурсен, Астон Вілла
- 2009 Симон К'єр, Палермо
- 2010 Вільям Квіст, Копенгаген
- 2011 Вільям Квіст (2), Штутгарт
- 2012 Даніель Аггер (2), Ліверпуль
- 2013 Крістіан Еріксен, Аякс/Тоттенхем Хотспур
- 2014 Крістіан Еріксен (2), Тоттенхем Хотспур
- 2015 Крістіан Еріксен (3), Тоттенхем Хотспур
- 2016 Каспер Шмейхель, Лестер Сіті
- 2017 Крістіан Еріксен (4), Тоттенхем Хотспур
- 2018 Крістіан Еріксен (5), Тоттенхем Хотспур
- 2019 Каспер Шмейхель (2), Лестер Сіті
- 2020 Каспер Шмейхель (3), Лестер Сіті
- 2021 Сімон К'єр (2), Мілан
- 2022 П'єр-Еміль Гейб'єрг, Тоттенхем Хотспур
- 2023 Андреас Крістенсен, Барселона
- 2024 Мортен Юльманн, Спортінг

## Переможці за версією DBU та TV2
З 2006 року Футбольний союз Данії, спільно з телеканалом TV 2, також присуджує титул кращого футболіста року в Данії. Переможця оголошують на щорічній церемонії нагородження.
- 2006 Крістіан Поульсен, Шальке 04 / Севілья
- 2007 Денніс Роммедаль, Аякс
- 2008 Мартін Лаурсен, Астон Вілла
- 2009 Ніклас Бентнер, Арсенал
- 2010 Денніс Роммедаль, Аякс / Олімпіакос
- 2011 Крістіан Еріксен, Аякс
- 2012 Даніель Аггер, Ліверпуль
- 2013 Крістіан Еріксен, Аякс / Тоттенхем Хотспур
- 2014 Крістіан Еріксен, Тоттенхем Хотспур
- 2015 Каспер Шмейхель, Лестер Сіті
- 2016 Каспер Шмейхель, Лестер Сіті
- 2017 Крістіан Еріксен, Тоттенхем Хотспур
- 2018 Каспер Шмейхель, Лестер Сіті
- 2019 Каспер Шмейхель, Лестер Сіті
- 2020 П'єр-Еміль Гейб'єрг, Саутгемптон / Тоттенхем Хотспур